# Eulecanium elegans
Eulecanium elegans är en insektsart som beskrevs av Leonardi 1911. Eulecanium elegans ingår i släktet Eulecanium och familjen skålsköldlöss. Inga underarter finns listade i Catalogue of Life.